# Jules Chenantais
Jules Chenantais est un médecin, botaniste, mycologue, peintre et poète français né le 10 janvier 1854 à Nantes, où il est mort le 18 janvier 1942.

## Biographie
Jules Édouard Chenantais de L'Offerière est le fils du Dr Jules Chenantais (1820-1897), professeur à l'École de médecine de Nantes, chirurgien de l'Hôtel-Dieu de Nantes, et de Marie-Augustine Puyo. Il est le neveu de Joseph-Fleury Chenantais et d'Édouard Corbière.

## Publications
- Amour de chic, 1883.
- Le Violoniste et le Violon, causeries psychologiques, critiques et techniques, Nantes, Durance, 1921.

## Pour approfondir